# Electric Callboy
Electric Callboy (рус. Электри́ческий ма́льчик по вызову), ранее известная, как Eskimo Callboy (рус. Эскимо́сский ма́льчик по вызову) — немецкая электроникор-группа, образованная в Кастроп-Раукселе в 2010 году. На данный момент группа выпустила два мини-альбома и шесть полноформатных студийных альбомов. Группа стала известна благодаря своим шутливым текстам о вечеринках и ироничных жизненных ситуациях. Свой стиль музыканты в шутку назвали «порно электро-металл».

## История группы
Музыканты начали свою деятельность в 2009 году как металкор-группа с названием Her Smile In Grief. В 2010 они выпустили единственный альбом Emotions May Vary. Чуть позже коллектив покинула вокалистка Шерина Тайзен, после чего участники изменили название группы с исключительно мужским вокалом на Eskimo Callboy. 
Eskimo Callboy разогревали концерты таких групп как Bakkushan, Callejon, Ohrbooten, We Butter The Bread With Butter, Neaera. Выступали вместе с Casper, Distance in Embrace and Rantanplan и другими немецкими исполнителями. Первый мини-альбом был выпущен группой 25 июня 2011 года.
Их дебютный альбом Bury Me in Vegas (с англ. — «Похороните меня в Вегасе») был выпущен 23 марта 2012 года лейблом Redfield Records. На этом альбоме был записан трек совместно с One Morning Left. С 28-го по 30 сентября 2012 года группа давала концерты в Японии, принимая участие в туре Geki Rock. Затем последовали гастроли по Китаю и России, а также участие в туре Blitzkreuz по Германии и Австрии (совместно с немецкой металкор-группой Callejon). В силу непредвиденных обстоятельств концерт в 2012 году был отменен. Концерт был перенесён на 23 февраля 2013 года, однако так и не состоялся: группа гастролировала совместно с The Browning, Close to Home и Intohimo по Европе. 17 ноября 2012 года после концерта в Дюссельдорфе группа объявила об уходе барабанщика. Позже его заменил Дэвид Фридрих, который играет и по сей день. В августе 2013 года группа выступила на фестивале Wacken Open Air.
10 января 2014 года был выпущен студийный альбом под названием We Are the Mess, на обложке которого изображена немецкая трэш-модель Hellcat.any. После его выхода музыканты отправились в концертный тур, посетив также Украину, Беларусь и Россию.
20 марта 2015 года вышел третий альбом, который получил название Crystals. Уже в конце апреля музыканты приехали с концертами в Беларусь и Россию. В конце ноября того же года гитаристы группы Даниэль Ханис, Паскаль Шилло и бас-гитарист Даниэль Клоссек, выложили на своих страницах в VK новые даты тура по России и Беларуси в 2016 году.
2 июня 2017 года группа выпустила клип на заглавный трек из нового альбома — The Scene, совместно с Крисом «Фронзом» Фронзаком из Attila. 7 июля 2017 года группа выпустила клип на трек «MC Thunder». 4 августа 2017 года вышел клип на трек «VIP». Четвёртый студийный альбом The Scene вышел 25 августа 2017. Неожиданным сюрпризом альбома является трек «Nightlife», записанный совместно с российской рэйв-группой Little Big.
1 ноября 2019 года вышел пятый студийный альбом Rehab. Он продолжил курс облегчения звука, взятый на The Scene.
12 февраля 2020 года вокалист Себастьян «Sushi» Бислер заявил об уходе из группы и анонсировал свой сольный проект GHØSTKID.
4 июня 2020 года к группе присоединился новый вокалист Нико Саллах. 19 июня выходит новый сингл «Hypa Hypa» и клип на него. Новый мини-альбом MMXX вышел 11 сентября 2020 года. Новый студийный альбом ожидался в 2021 году.
6 декабря 2021 года группа объявила о подаче заявки на участие нового сингла «Pump It» в конкурсе «Евровидение-2022» от Германии. Однако группа не прошла  предварительный отбор, что вызвало негативную реакцию фанатов, которые составили петицию с требованием отправить Eskimo Callboy на Евровидение. 
В марте 2022 года сменили название на Electric Callboy, о чем заявили на своем ютуб-канале. Группа изменила слово «Эскимос» на «Электрик», потому что это старое название было уничижительным для инуитов и юпиков, живущих в Арктике.  
Новый шестой альбом группы получил название TEKKNO. Его выход состоялся 16 сентября 2022 года. 
23 мая 2024 года коллектив совместно с BABYMETAL выпускает сингл «RATATATA» вместе с видеоклипом.
24 января 2025 года вышел новый сингл «Elevator Operator» при участии Uke Bosse.

## Состав
Текущие участники
- Кевин Ратайчак — экстрим-вокал, клавишные, программирование (2010 — настоящее время)
- Даниэль «Danskimo» Ханисс — соло-гитара (2010 — настоящее время)
- Паскаль Шилло — ритм-гитара, бэк-вокал (2010 — настоящее время)
- Даниэль Клоссек — бас-гитара, бэк-вокал (2010 — настоящее время)
- Дэвид Фридрих — ударные (2012 — настоящее время)
- Нико Саллах — чистый вокал, экстрим-вокал (2020 — настоящее время)

Бывшие участники
- Михаэль «Micha» Малицки — ударные (2010—2012)
- Себастьян «Sushi» Бислер — экстрим-вокал, чистый вокал (2010—2020)

## Дискография

### Студийные альбомы
- 2012 — Bury Me in Vegas
- 2014 — We Are the Mess
- 2015 — Crystals
- 2017 — The Scene
- 2019 — Rehab
- 2022 — TEKKNO

### Другие релизы
- 2010 — Eskimo Callboy (ЕР)
- 2018 — The Scene (Live in Cologne)
- 2020 — MMXX (EP)

## Видеоклипы
- 2010 — «California Gurls» (Katy Perry cover)
- 2011 — «Is Anyone Up?»
- 2012 — «Muffin Purper-Gurk»
- 2013 — «Cinema» (Skrillex/Benny Benassi cover)
- 2013 — «We Are the Mess»
- 2014 — «Final Dance»
- 2015 — «Crystals»
- 2015 — «Best Day (feat. Sido)»
- 2015 — «Baby (T.U.M.H.)»
- 2017 — «The Scene (feat. Fronz)»
- 2017 — «MC Thunder»
- 2017 — «VIP»
- 2018 — «Shallows»
- 2018 — «The Devil Within (feat. Tobias Rauscher)»
- 2019 — «Supernova (RAGE 2 Edition)»
- 2019 — «Hurricane»
- 2019 — «Nice Boi»
- 2019 — «Prism»
- 2020 — «Made By America»
- 2020 — «Rehab»
- 2020 — «Hypa Hypa»
- 2020 — «Hate/Love»
- 2020 — «MC Thunder II: Dancing Like A Ninja»
- 2021 — «We Got The Moves»
- 2021 — «Pump it»
- 2022 — «Spaceman»
- 2022 — «Arrow of Love»
- 2024 — «RATATATA»
- 2025 — «Elevator operator»